# Philip Serjeant
Philip J. Serjeant (ur. 6 października 1929 w West Ham) – suazyjski strzelec, jedyny strzelec w historii, który reprezentował Suazi na igrzyskach olimpijskich. 
Startował na igrzyskach w 1972 roku (Monachium). Wystąpił w dwóch konkurencjach; w trapie, zajął ostatnią lokatę (57. miejsce), natomiast nie ukończył zmagań w skeecie.

## Wyniki olimpijskie
| Igrzyska | Konkurencja | Wynik      | Miejsce    | Źródło |
| -------- | ----------- | ---------- | ---------- | ------ |
| IO 1972  | Skeet       | DNF        | DNF        | [ 1 ]  |
| IO 1972  | Trap        | 122 punkty | 57 (na 57) | [ 2 ]  |